# Rudolf Bitzan
Rudolf Bitzan (Stráž pod Ralskem, 18 mei 1872 – Dresden, 22 november 1938) was een Duits, Boheems en Moravisch architect die vanaf 1903 in Dresden woonde en werkte. Zijn architectonische stijl was te classificeren als jugendstil en reformarchitectuur, met enkele neoclassicistische invloeden. Zijn gebouwen staan zowel in Noord-Bohemen als in Saksen (met name in Freital en Dresden) en in Oberlausitz.

## Leven en werk
Zijn vader, Josef Bitzan, was leraar in Liberec. Rudolf Bitzan ging aldaar naar de middelbare school en studeerde van 1886 tot 1890 aan de Staatsgewerbeschule, eveneens in Liberec. Deze school werd ontworpen en gebouwd door architecten Gustav Jirsch (1871-1909), Josef Zasche (1871-1957) en Robert Hemmrich (1871-1946). Daarna deed Bitzan praktijkervaring op in het bouwbedrijf van Wilhelm Stärze (1851-1902) in Frýdlant v Čechách en werkte er vanaf 1897 als bouwmeester.
Na zijn stage vervolgde hij zijn studie, ditmaal aan de Technische Hogeschule München. Hij kreeg daar les van onder meer architecten Gabriel von Seidl (1848-1913), Martin Dülfer (1852-1942) en Carl Hocheder (1854-1917), maar hij behaalde er geen diploma. In 1902 voltooide hij een stage in het architectenbureau van Hermann Billing (1867-1946) in Freiburg im Breisgau.
Vanaf 1903 woonde hij in Dresden en werkte hij eerst in het architectenbureau van Schilling & Graebner en later in het architectenbureau van William Lossow en Hermann Viehweger in Freiburg im Breisgau. In 1906 ging hij aan de slag bij Lossow & Kühne, waar hij hoofdprojectingenieur was. In 1906 werkte hij aan het wedstrijdontwerp voor het nieuwe hauptbahnhof van Leipzig, wat leidde tot een geschil met William Lossow over de auteursrechten van het ontwerp. Het ontwerp ontving een van de twee eerste prijzen en werd uitgevoerd.
In 1907 reisde Bitzan naar Italië, op kosten van de Sudeten Deutsche Akademie der Wissenschaften. Na terugkomst in Duitsland opende hij zijn eigen architectenbureau in Dresden aan Dürerplatz 15, later aan de Marschallstraße 1 (Amalienplatz). Hij werkte daar onder meer aan het ontwerp van de Kreuzkirche in Görlitz, dat uiteindelijk werd voltooid door de Görlitzse architect Gerhard Röhr, omdat Bitzan bij het uitbreken van de Eerste Wereldoorlog in 1914 in verband met de toen geldende dienstplicht werd opgeroepen voor het Oostenrijkse leger. Na de oorlog bouwde hij in 1921 als zelfstandig architect verschillende residentiële, commerciële en administratieve gebouwen in de nieuw opgerichte stad Freital. Samen met Otto Wulle en Bruno Just was hij daarnaast betrokken bij de bouw van de woonwijk Reick voor de Heimstättengenossenschaft Dresden.
Bitzan onderhield nauwe banden met het regiobestuur van Liberec. Voor de decoratie van zijn gebouwen werkte hij samen met de Dresdense kunstenaars Josef Goller (1868-1947), Alexander Baranowsky (1874-1941), Georg Türke (1884-1972), Rudolf Born (1882-1969) en Richard Guhr (1873-1956).
Bitzan was lid van de Bond van Duitse Architecten en ontving talrijke onderscheidingen, waaronder de Oostenrijkse Staatspreis für Baukunst. Zijn nalatenschap bevindt zich in het Hauptstaatsarchiv Dresden.

## Werken

### Gebouwen
| Jaar      | Gebouw                                                                                            | Adres                                                     | Monument | Huidige status                                |
| --------- | ------------------------------------------------------------------------------------------------- | --------------------------------------------------------- | -------- | --------------------------------------------- |
| 1908      | Villa Thiele                                                                                      | Ernst-Thälmann-Straße 20, Neugersdorf                     |          |                                               |
| 1908      | Kantoor- en commercieel gebouw voor Chemnitzer Neueste Nachrichten, met Wenzel Bürger             | Annaberger Straße 24, Chemnitz                            |          |                                               |
| 1908      | Interieurontwerp van drie zalen aan de straatkant in het Künstlerhaus Dresden                     | Grunaer Straße, Dresden                                   | Ja       |                                               |
| 1909      | Wijnrestaurant in het souterrain van koffiehuis Zum Posthorn                                      | Liberec                                                   |          |                                               |
| 1909-1910 | Villa voor Samuel Glück                                                                           | Mládeže 907, Frýdlant                                     | Ja       | Kinder- en jeugdsoos                          |
| 1911      | Tentoonstellingshal ‘Wonen en leven’ op de Internationale Hygiene-Ausstellung                     | Dresden                                                   |          |                                               |
| 1911-1912 | Woonhuis voor Möldner & Co.                                                                       | Jablonecká 91/20, Liberec-Kristiánov                      |          |                                               |
| 1912      | Villa voor Otto Goltze                                                                            | Jablonecká 7/22, Liberec-Kristiánov                       | Ja       |                                               |
| 1912-1913 | Villa Grüger                                                                                      | Baarova 930, Frýdlant                                     |          |                                               |
| 1913      | Waterbekken                                                                                       | Březinova, Frýdlant                                       |          |                                               |
| 1913      | Kurhaus                                                                                           | Lázně Kundratice                                          |          |                                               |
| 1913-1916 | Evangelische Kreuzkirche                                                                          | Erich-Mühsam-Straße, Görlitz                              |          |                                               |
| 1914      | Commercieel gebouw voor Erich Funke                                                               | Demianiplatz 14, Görlitz                                  |          |                                               |
| 1914-1915 | Raadhuis                                                                                          | Lutherstraße, Freital-Döhlen                              |          |                                               |
| 1915      | Facade van warenhuizen van Robert Böhme Jr., met Paul Marcus                                      | Waisenhausstraße en Georgplatz, Dresden                   |          |                                               |
| 1915-1917 | Crematorium en urnentuin                                                                          | U. krematoria 460/7, Liberec-Perštýn                      | Ja       |                                               |
| 1920-1930 | Woonwijk ‘Reick’, samen met Schilling & Graebner                                                  | Dresden-Reick                                             | Ja       |                                               |
| 1920-1922 | Fabriek                                                                                           | nr. 127–132, Višňová                                      |          |                                               |
| 1921      | Arbeiderswoning voor werknemers van                                                               | Bezručova 886, Lomnice nad Popelkou                       | Ja       |                                               |
| 1923-1924 | Diverse gebouwen                                                                                  | Freital                                                   |          |                                               |
| ca. 1923  | Woon-werkhuis voor de Allgemeine Ortskrankenkasse                                                 | Dresdner Straße 203, Freital                              |          |                                               |
| 1924      | Handelsschool                                                                                     | Dresdner Straße 205, Freital                              |          |                                               |
| 1924      | Stadttheater Teplitz, met Adolf Linnebach                                                         | U. Císařských lázní, Teplitz-Schönau                      |          |                                               |
| 1924      | Administratief gebouw voor Nordböhmische Elektrizitätswerke AG (NEW)                              | Teplická 8, Podmokly                                      |          |                                               |
| ca. 1925  | Villa Schwarz voor Josef Florian Ressel                                                           | Fučíkova 436, Raspenava                                   |          |                                               |
| ca. 1925  | Villa voor Emil Simon                                                                             | Lázeňská 463, Hejnice                                     |          |                                               |
| ca. 1925  | Verbouwing van Hotel de Saxe                                                                      | Masarykova třída 661/35, Teplice                          |          |                                               |
| 1925      | ‘Bürgerliches Wohnhaus 1925’ tentoonstellingshal ‘Wonen en leven’                                 | Dresden                                                   |          |                                               |
| 1926      | Bioscoop Olympia/Oko                                                                              | Masarykova třída 52, Teplice                              |          |                                               |
| 1925-1926 | Bioscoopgebouw                                                                                    | Smetanova 523, Nový Bor                                   |          | in 1981 door brand verwoest; in 1989 herbouwd |
| 1926      | Villa van Bruno en Fanny Vogelov                                                                  | Smetanova 584, Nový Bor                                   |          |                                               |
| 1926      | Huis van R. Strache                                                                               | Varnsdorf                                                 |          |                                               |
| 1926      | Villa Geidel, woon- en werkhuis van kunstenaar Alfred Liebing en kunstenares Lotte Geidel-Liebing | Erlenstraße 1a, Leipzig                                   |          |                                               |
| 1927      | Belastingkantoor                                                                                  | Dresdner Straße 207, Freital                              |          |                                               |
| 1927-1928 | Woon- en werkhuis ‘Konsumvereins Vorwärts’                                                        | Dresdner Straße 40–42, Freital                            |          |                                               |
| 1928      | Stadhuis                                                                                          | Dresdner Straße 209/Leßkestraße, Freital                  |          |                                               |
| 1928      | Multifunctioneel gebouw ‘Saxinger’ met bioscoop                                                   | Šumperk                                                   |          |                                               |
| 1930      | Sudetendeutsches Volkshochschulheim                                                               | Králův háj, Liberec-Kristiánov                            |          | thans reguliere studentenwoningen             |
| 1930      | Monument voor drie belangrijke personen uit de stad                                               | Park nabij Heilig-Kreuz-Kirche, Frýtland                  |          |                                               |
| 1931      | Buurthuis                                                                                         | Liberec                                                   |          |                                               |
| 1934      | Vier woonblokken                                                                                  | Troppauer Straße 25, 25b, 27, 27b, Dresden                |          |                                               |
| 1936      | Driegezinswoning ‘Königsallee’                                                                    | Flurstück 200 (thans: Berthold-Haupt-Straße 131), Dresden |          |                                               |
| 1938      | Driegezinswoning                                                                                  | Basteiplatz, Dresden                                      |          |                                               |
| 1938      | Vijfgezinswoning                                                                                  | Pfaffensteinstraße 3, Dresden                             |          |                                               |
| 1938      | Eengezinswoning                                                                                   | Pfaffensteinstraße 5, Dresden                             |          |                                               |

### Niet-uitgevoerde ontwerpen
| Jaar | Gebouw                                                                                            | Plaats             |
| ---- | ------------------------------------------------------------------------------------------------- | ------------------ |
| 1902 | Realschule                                                                                        | Teplice            |
| 1903 | Theater                                                                                           | Jablonec nad Nisou |
| 1906 | Warenhuis van Leonhard Tietz AG                                                                   | Düsseldorf         |
| 1907 | Stadstheater                                                                                      | Ústí nad Labem     |
| 1907 | Raadhuis                                                                                          | Döbeln             |
| 1907 | Nieuwbouw van Kamer van Koophandel                                                                | Brno               |
| 1907 | Evangelische kerk, met Hermann Viehweger                                                          | Crimmitschau       |
| 1908 | Kamer van Koophandel                                                                              | Dresden            |
| 1909 | Kerkgebouw                                                                                        | Dresden-Cotta      |
| 1910 | Theater                                                                                           | Hagen              |
| 1910 | Herenhuizen Baldur I en II                                                                        | Dresden            |
| 1910 | Katholieke kerk                                                                                   | Podmokly           |
| 1910 | Landhuizen A, B, C en D                                                                           | Dresden            |
| 1914 | Uitbreiding van begraafplaats en bouw van een crematorium, urnenhal, urnenbos en herdenkingskapel | Kassel             |
| 1927 | Konsumzentrale ‘Vorwärts’                                                                         | Dresden            |
| 1928 | Multifunctioneel gebouw bestaande uit Spaarbank, bakkerij, hal en gemeentekantoor                 | Podmokly           |

## Privéleven
Bitzan was getrouwd met Marie Bitzan (geboortenaam: Aigner - 1875-1961), dochter van burgemeester Anton Aigner (1844-1912) van Frýdlant v Čechách.
Hij stierf op 22 november 1938 aan een hartinfarct en werd gecremeerd in het Krematorium Tolkewitz. Op zijn verjaardag, 18 mei 1939, werd zijn as begraven in het urnenbos van het crematorium in Liberec. Zijn graf is in de loop der jaren geruimd.

## Prijzen en onderscheidingen
- 1913: Sächsischer Staatspreis (gouden medaille), uitgereikt in Leipzig

## Galerij

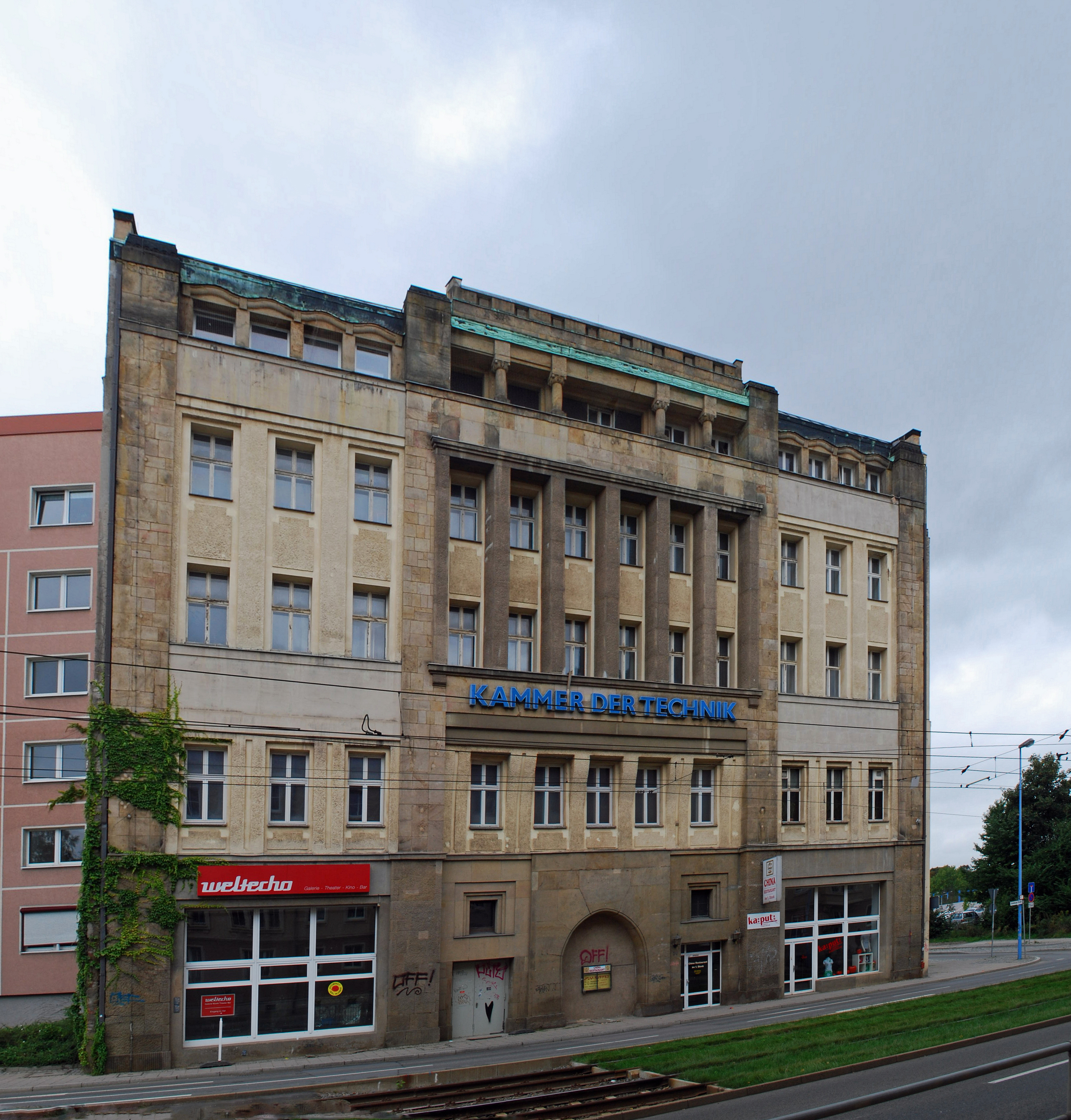
Huis op Annaberger Straße 24 in Chemnitz
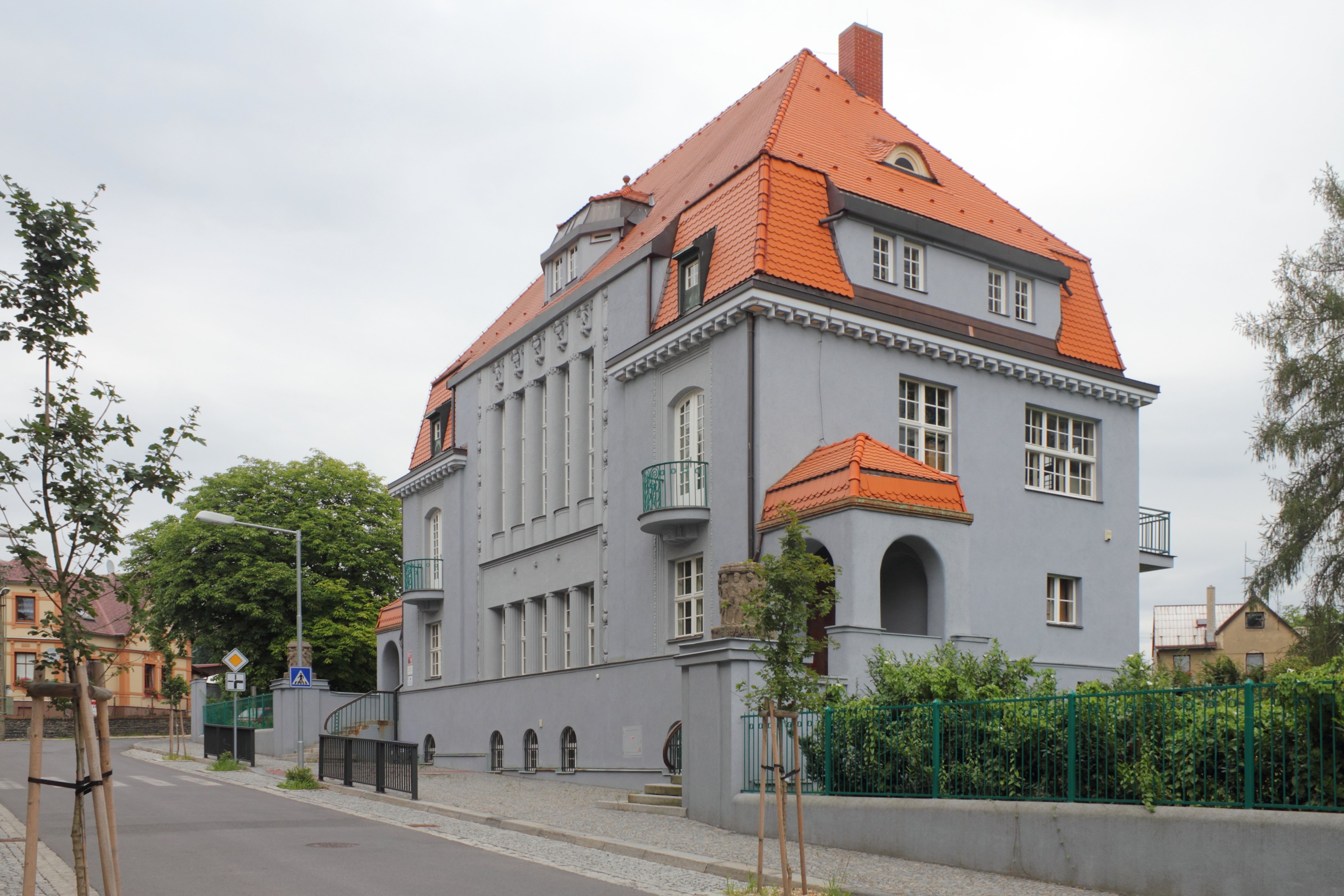
Villa Glück in Frýdlant
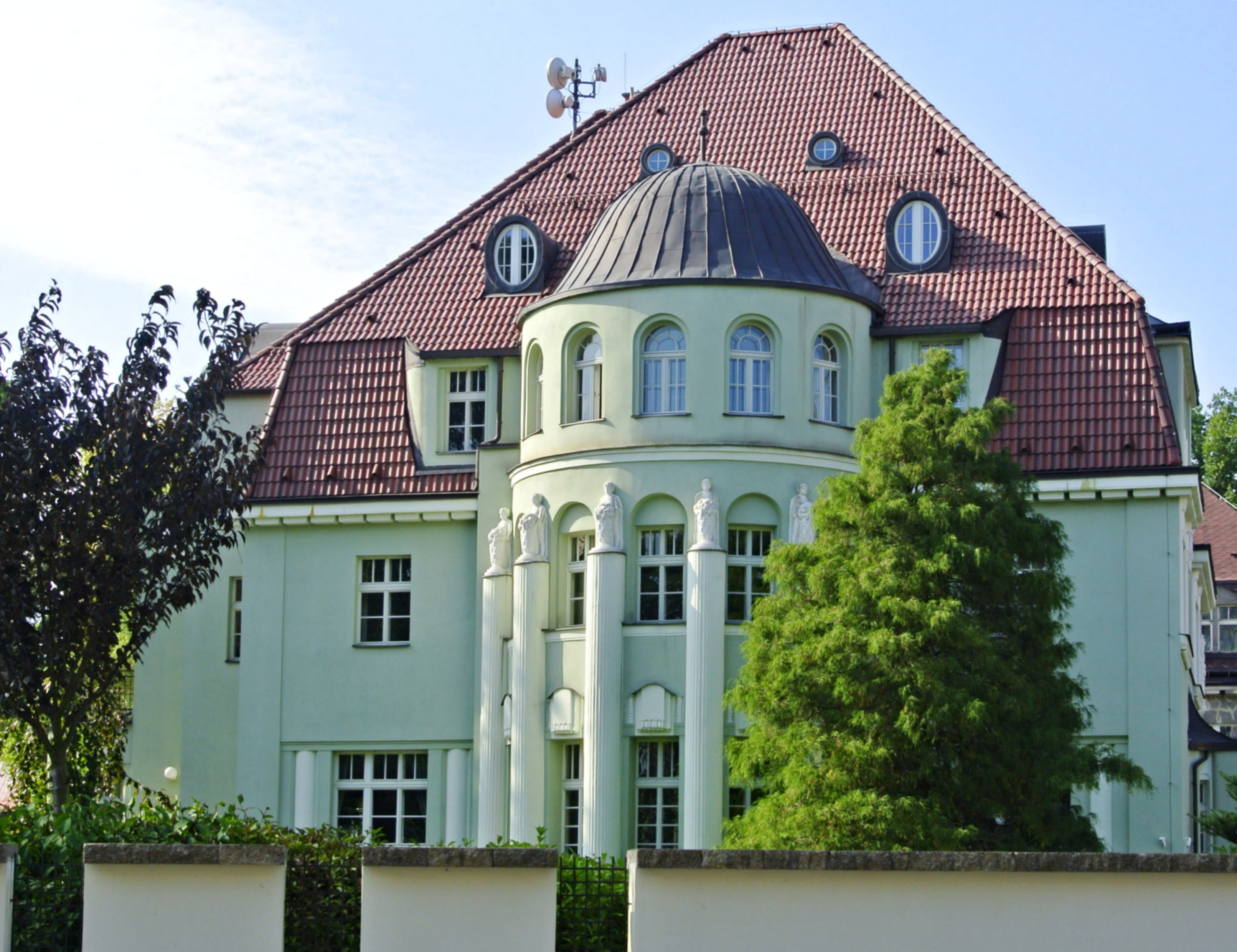
Villa van Otto Goltze in Liberec
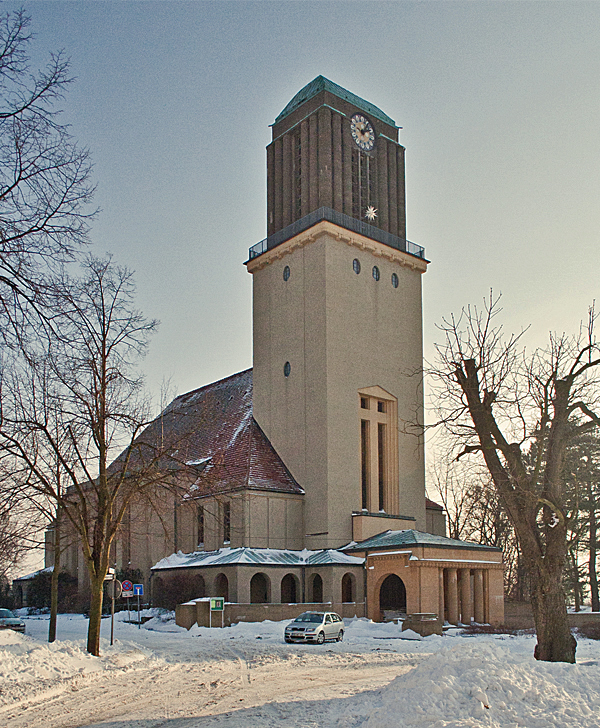
Kreuzkirche in Görlitz
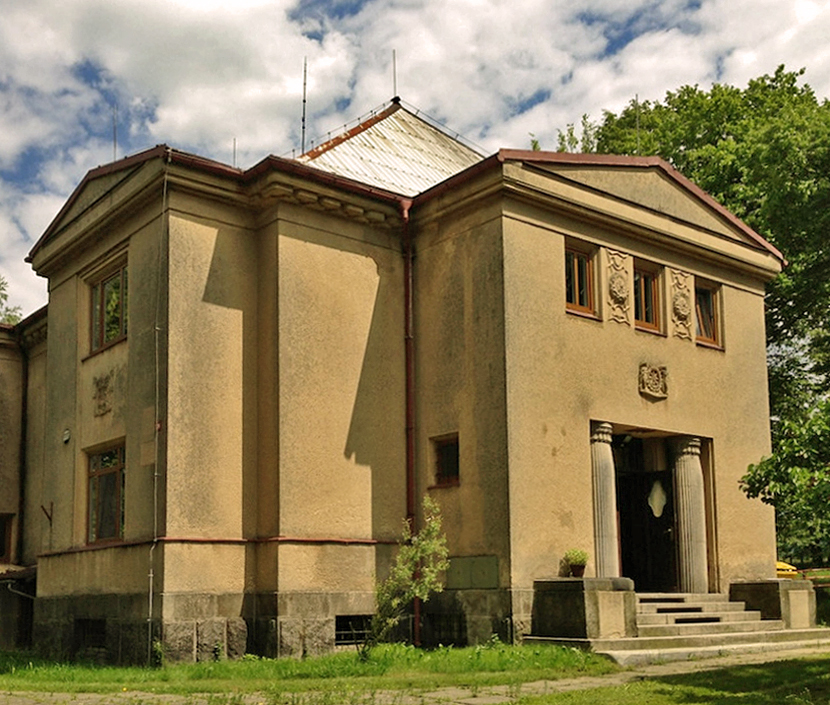
Villa Ressel in Dolní Řasnice
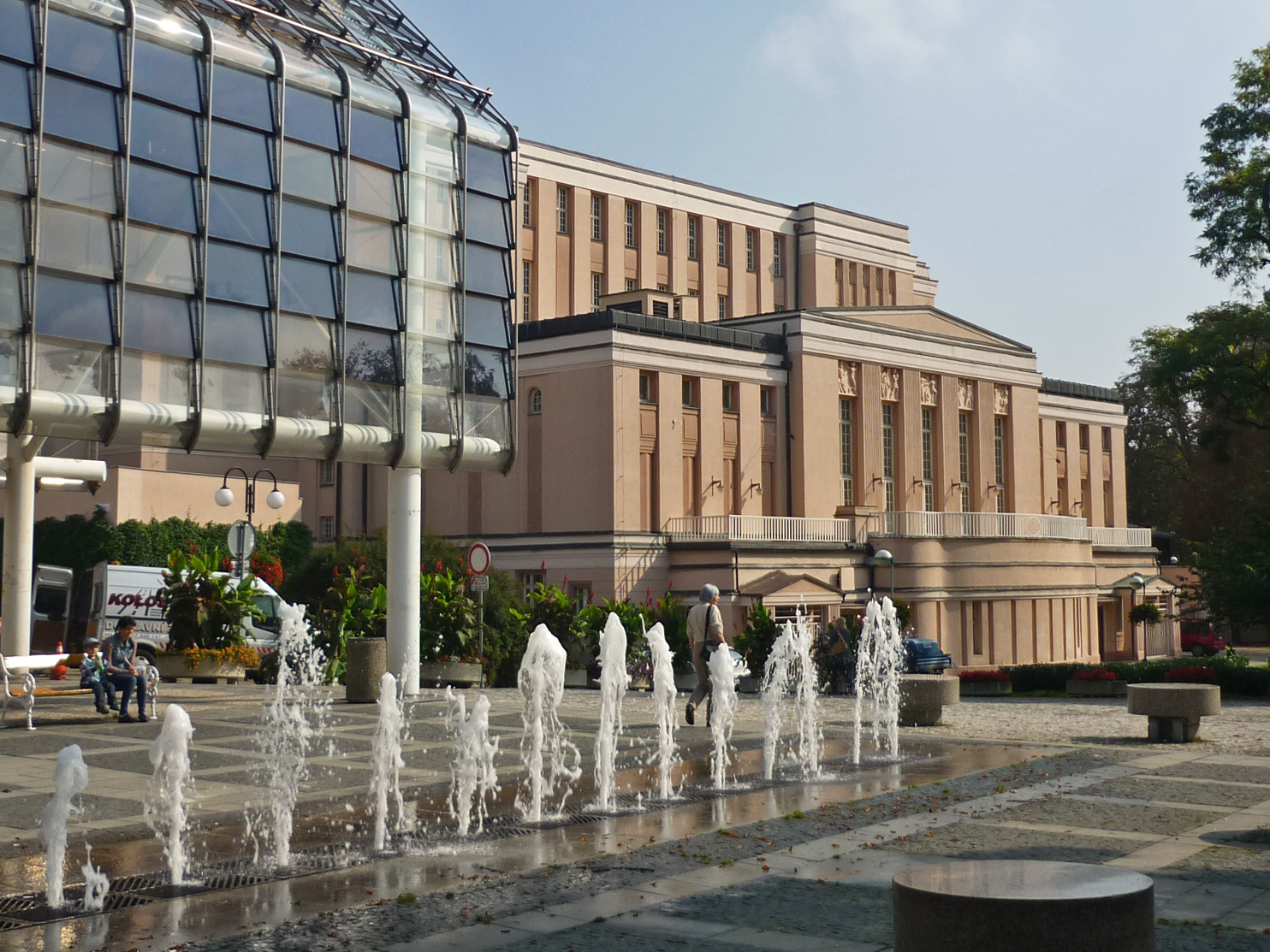
Stadstheater in Teplice
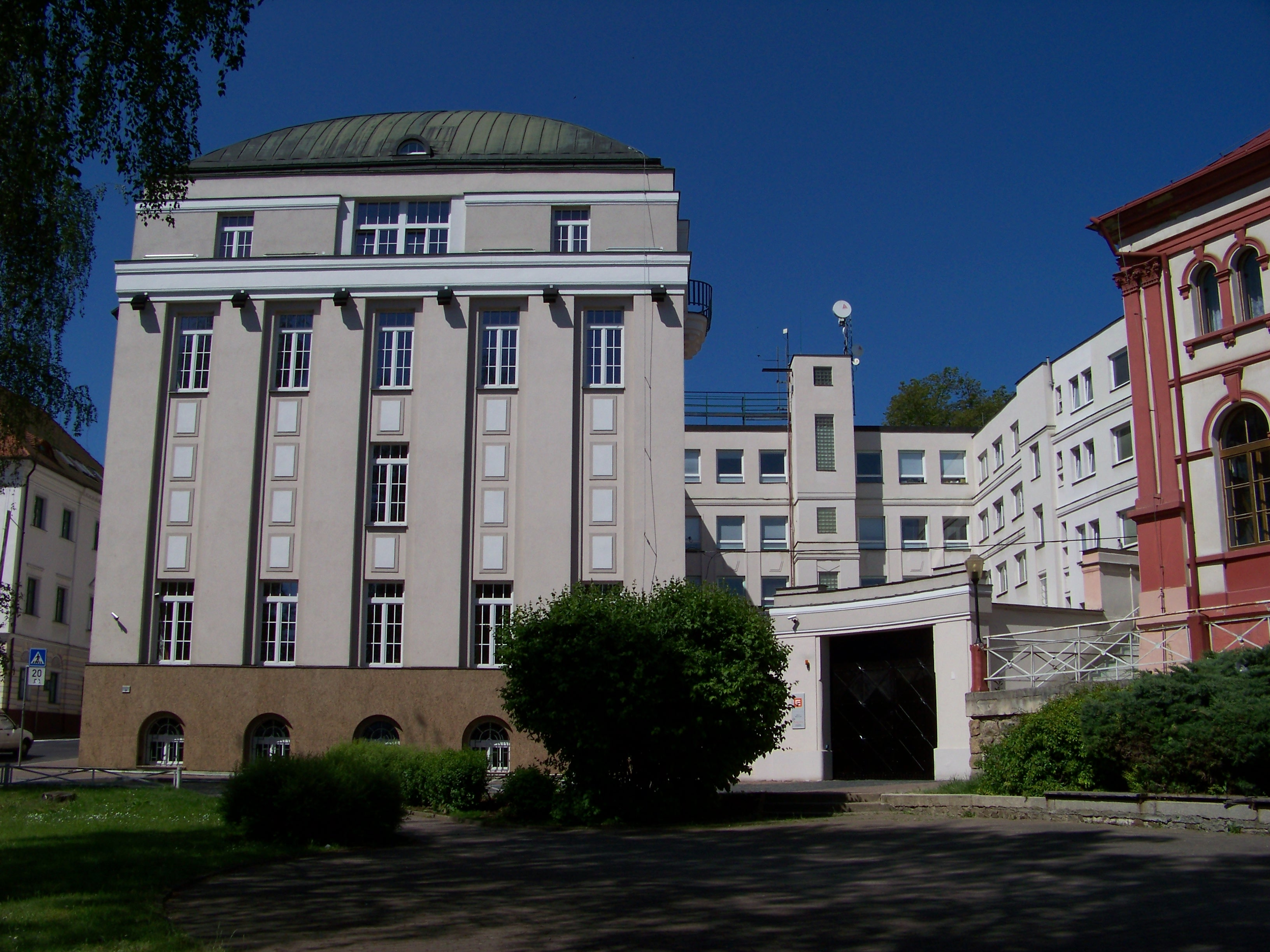
Gebouw van het voormalige elektriciteitsbedrijf in Podmokly
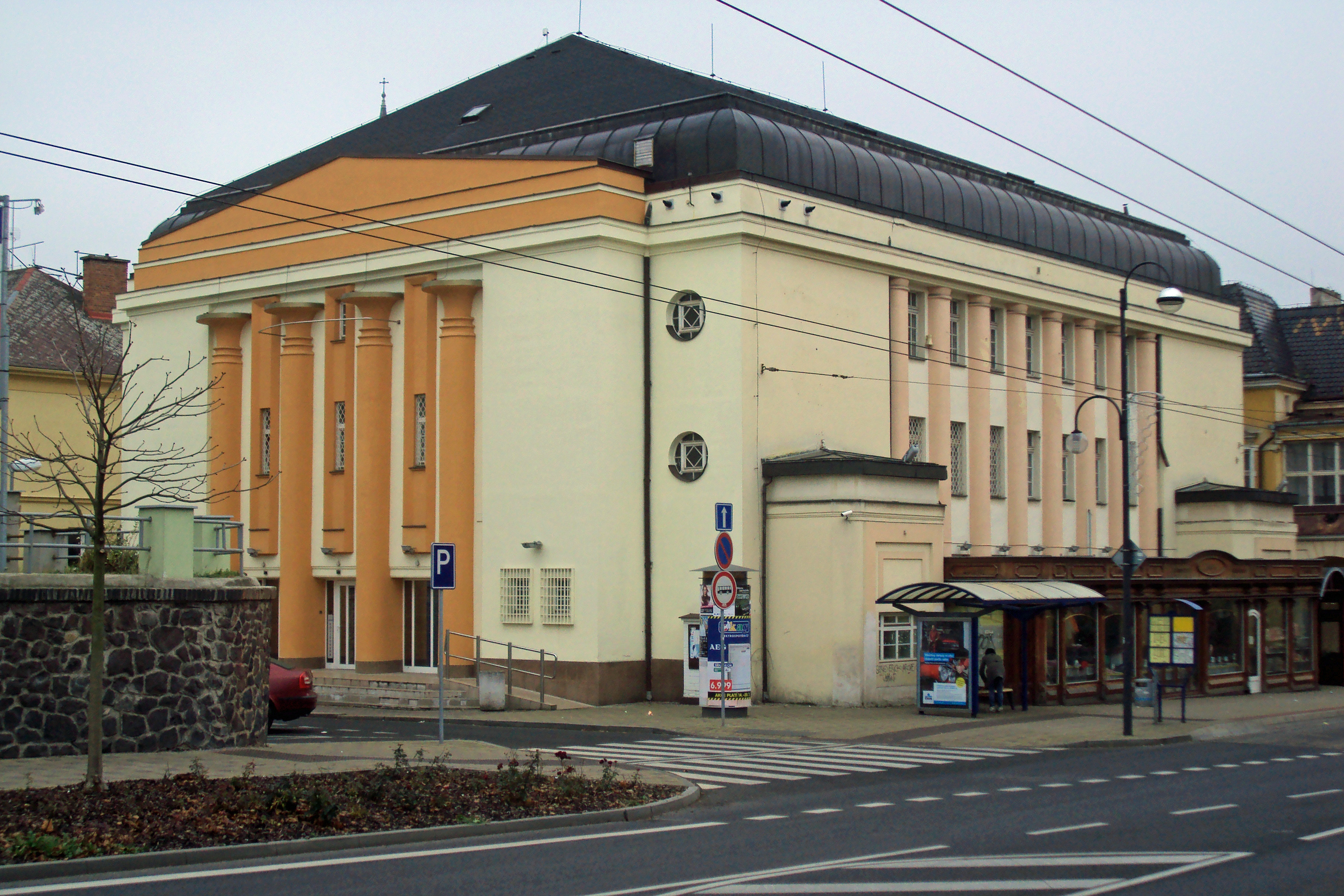
Bioscoop Olympia/Oko in Teplice
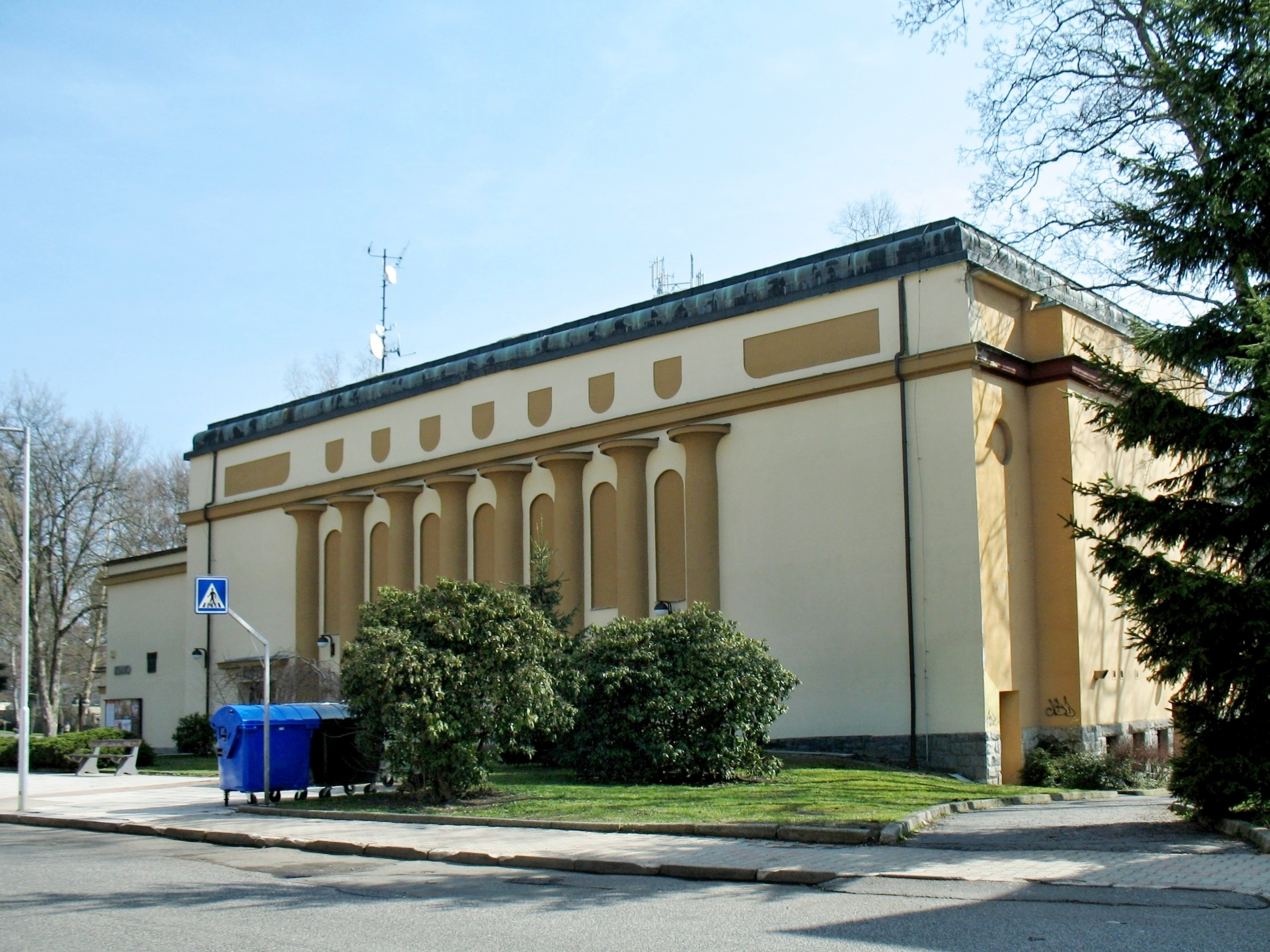
Bioscoop in Nový Bor
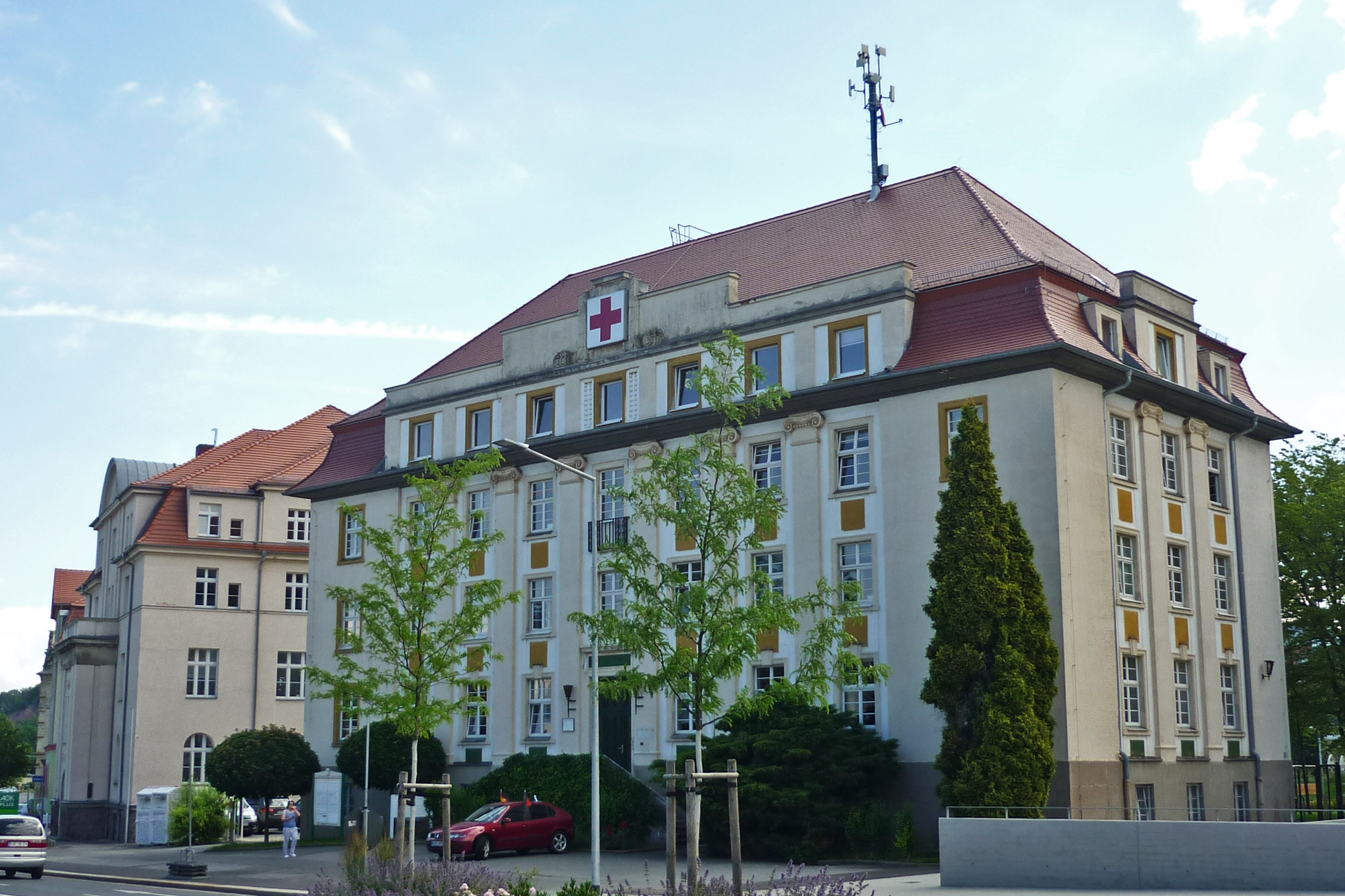
Voormalig belastingkantoor in Freital
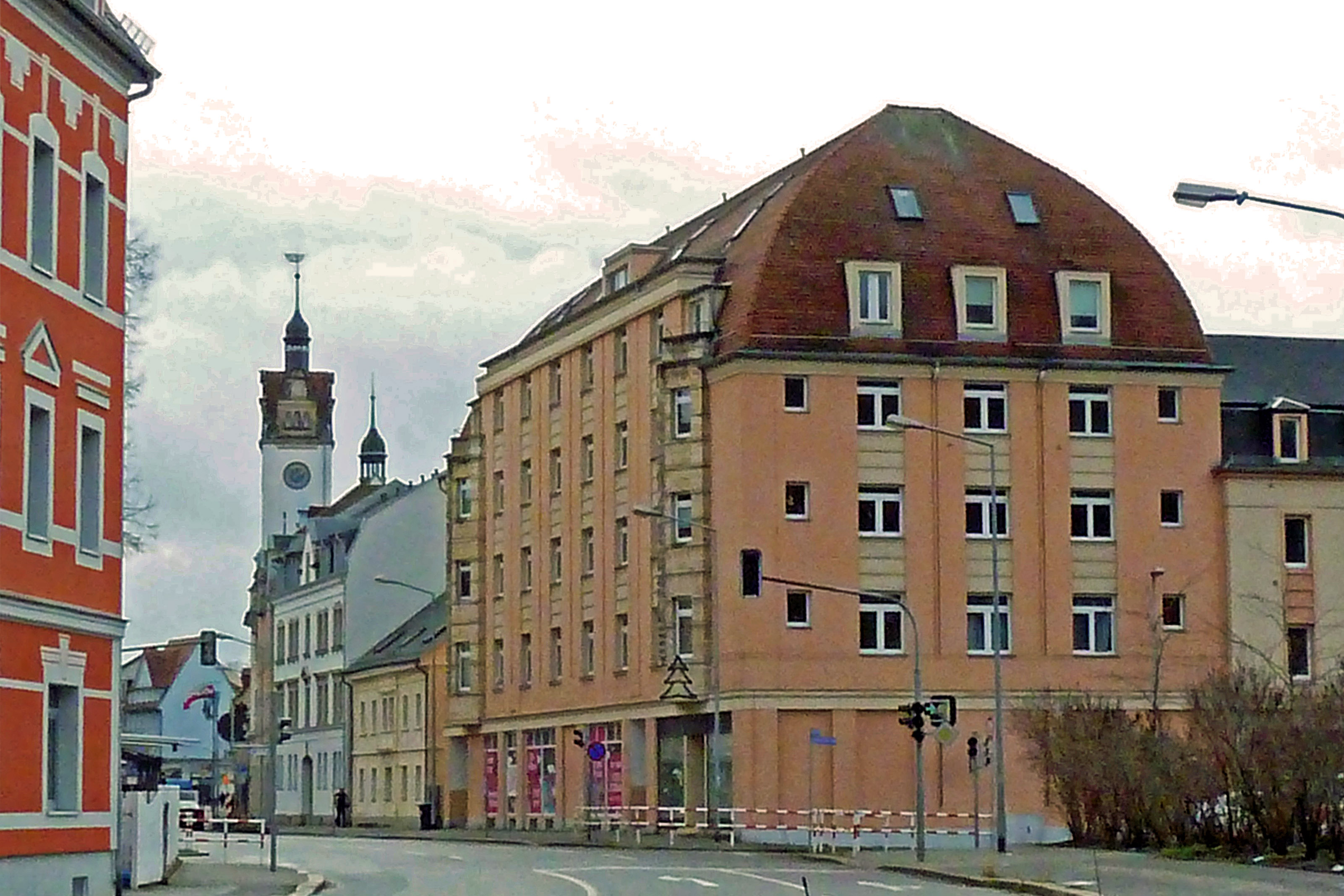
Woon-werkhuis in Freital
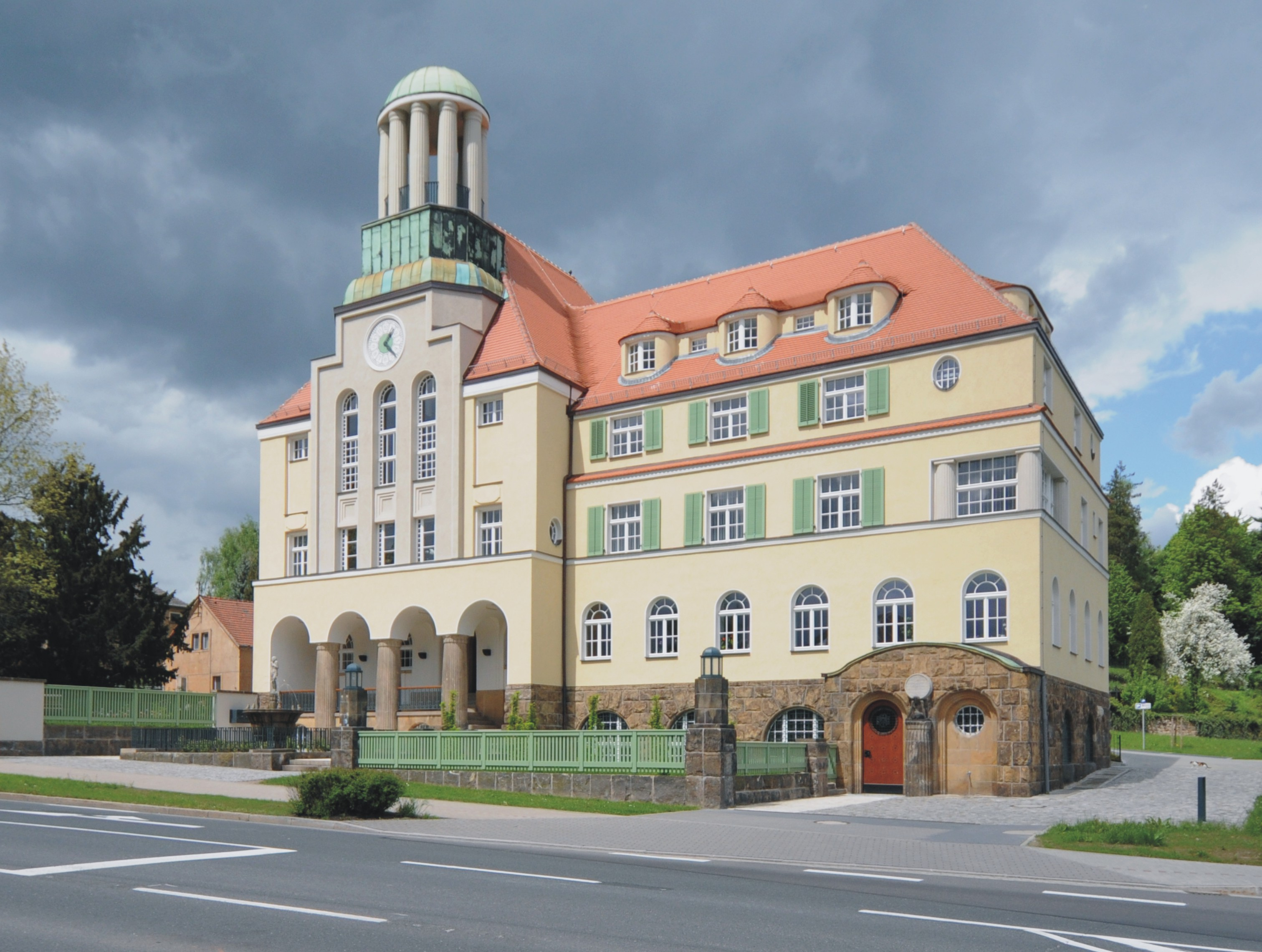
Raadhuis in Freital-Döhlen
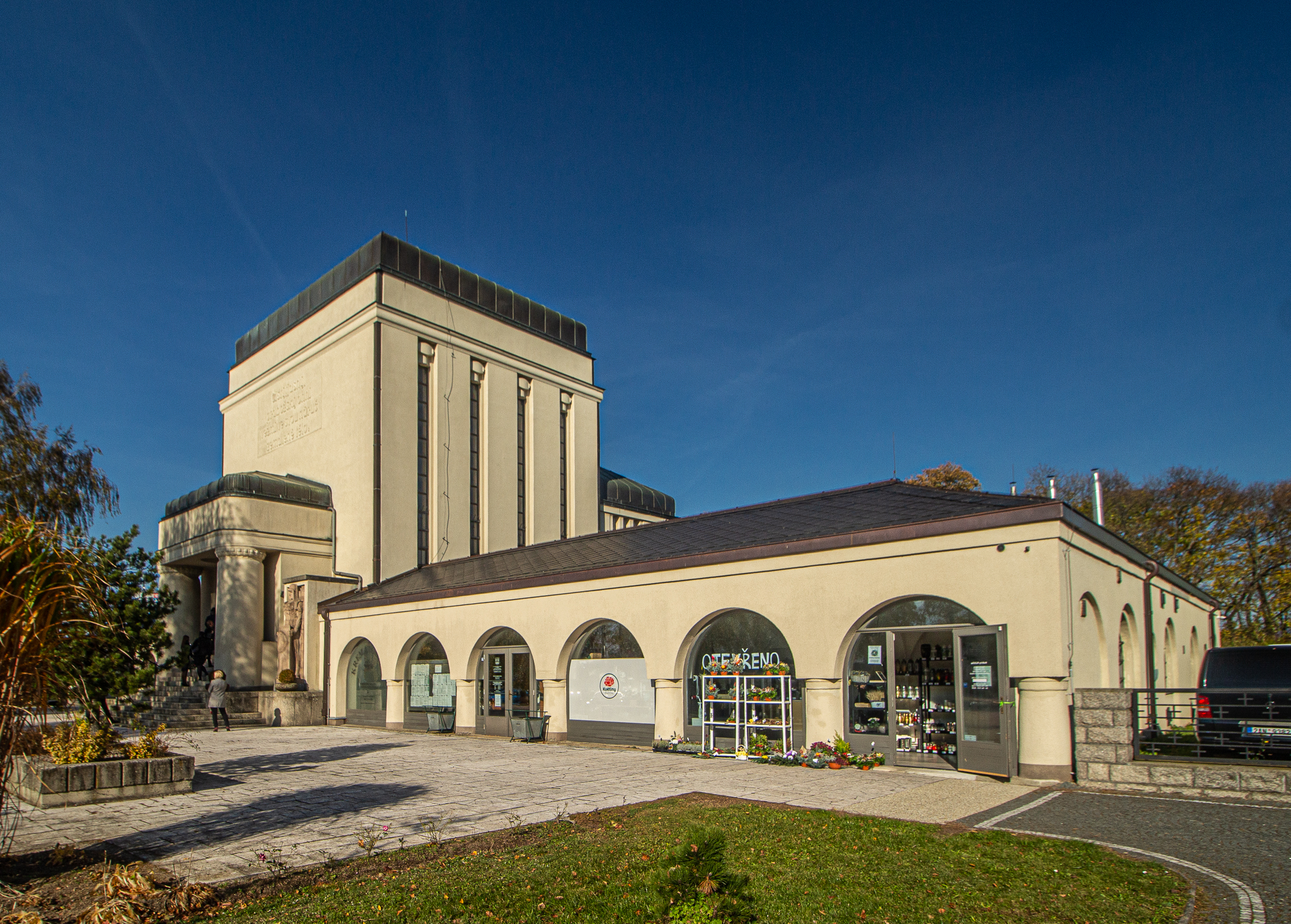
Crematorium in Liberec

- Gemeinsame Normdatei: 102349874X
- International Standard Name Identifier: 0000 0000 5829 6319
- Nationale Bibliotheek van Tsjechië: xx0033999
- Virtual International Authority File: 85510502
- WorldCat: E39PBJjxvgFhdDJ7gTy84kWhpP